# Sylvain-Denis Houdan Deslandes
Pour les articles homonymes, voir Deslandes.
Sylvain-Denis Houdan Deslandes, né à Vernou-sur-Brenne (Touraine) le 5 juin 1754, fut correspondant du musée de Paris et correspondant national de la société philotechnique. Il a donné L'Histoire du siège de Gibraltar (Lyon, 1783), un Discours sur la grandeur et l'importance de la révolution de l'Amérique septentrionale (Paris, Durand, 1785).

## Aperçu biographique
II fut élevé à l'école militaire d'où il sortit pour entrer en qualité de sous-lieutenant dans le régiment de Bretagne et il y servit quelque temps avec le général Desaix. Il était capitaine lorsque la Révolution éclata. Quoiqu'il n'en partageât pas les principes, il continua cependant ses services qu'il ne cessa probablement que lorsqu'un décret de la Convention nationale eut éloigné tous les nobles des armées. Alors il obtint sa retraite avec le grade de chef de brigade et vécut paisiblement au sein de sa famille dans sa terre d'Usage près de Chinon où il consacra tous ses loisirs à l'étude et à la poésie.
Il y est mort presque subitement le 28 juin 1807, âgé de cinquante-trois ans.